# Nikołaj Muchin
Nikołaj Iwanowicz Muchin (ros. Николай Иванович Мухин, ur. 7 stycznia/19 stycznia 1863, zm. 1926) – rosyjski lekarz neurolog i psychiatra. Ukończył studia na Charkowskim Uniwersytecie Imperatorskim. Wykładał patologię na Cesarskim Uniwersytecie Warszawskim. Przez kilka miesięcy kierował katedrą neurologii w zastępstwie Piotra Prieobrażenskiego.

## Wybrane prace
- К учению о гистологическом строении продолговатого мозга. Харьков, 1892
- Отравления, как причина нервных болезней. Записки Харьковского Университета (1893)
- Токсический спастический паралич. Харьков, 1896
- Очерк психологии самоубийства. Варшавские Университетские Известия (1903)